# Fuerza de Defensa del Pueblo de Seychelles
La Fuerza de Defensa del Pueblo de Seychelles (en inglés: Seychelles People's Defence Force) (en francés: Force de Défense Populaire des Seychelles) son las fuerzas armadas de Seychelles, estas están formadas por varias ramas distintas: La unidad de infantería, la guardia costera, la fuerza aérea y la unidad de protección presidencial.

## Armamento

### Armas de fuego

#### Subfusiles
| Nombre | Imagen | Origen  | Tipo     | Fabricante                             | Munición             |
| ------ | ------ | ------- | -------- | -------------------------------------- | -------------------- |
| MAT-49 |        | Francia | Subfusil | Manufacture Nationale d'Armes de Tulle | 9 × 19 mm Parabellum |

#### Fusiles semiautomáticos
| Nombre | Imagen | Origen  | Tipo                 | Fabricante                                     | Munición            |
| ------ | ------ | ------- | -------------------- | ---------------------------------------------- | ------------------- |
| MAS-49 |        | Francia | Fusil semiautomático | Manufacture d'Armes de Saint-Etienne           | 7,5 × 54 mm Francés |
| SKS    |        | Rusia   | Fusil semiautomático | Corporación KalashnikovPlanta de armas de Tula | 7,62 × 39 mm        |

#### Fusiles de asalto
| Nombre     | Imagen | Origen | Tipo            | Fabricante                                     | Munición          |
| ---------- | ------ | ------ | --------------- | ---------------------------------------------- | ----------------- |
| AKM        |        | Rusia  | Fusil de asalto | Corporación KalashnikovPlanta de armas de Tula | 7,62 × 39 mm      |
| AK-47      |        | Rusia  | Fusil de asalto | Corporación KalashnikovPlanta de armas de Tula | 7,62 × 39 mm      |
| AK-74      |        | Rusia  | Fusil de asalto | Corporación KalashnikovPlanta de armas de Tula | 5,45 × 39 mm      |
| SIG SG 540 |        | Suiza  | Fusil de asalto | Schweizerische Industrie Gesellschaft          | 5,56 × 45 mm OTAN |

#### Ametralladoras
| Nombre | Imagen | Origen  | Tipo                               | Fabricante              | Munición          |
| ------ | ------ | ------- | ---------------------------------- | ----------------------- | ----------------- |
| RPD    |        | Rusia   | Ametralladora ligera               | Planta Degtiariov       | 7,62 × 39 mm      |
| RPK    |        | Rusia   | Ametralladora ligera               | Corporación Kalashnikov | 7,62 × 39 mm      |
| FN MAG |        | Bélgica | Ametralladora de propósito general | FN Herstal              | 7,62 × 51 mm OTAN |
| DShK   |        | Rusia   | Ametralladora pesada               | Planta de armas de Tula | 12,7 × 108 mm     |

### Armas antitanque
| Nombre | Imagen | Origen | Tipo                          | Fabricante                          | Munición              |
| ------ | ------ | ------ | ----------------------------- | ----------------------------------- | --------------------- |
| RPG-2  |        | Rusia  | Granada propulsada por cohete | Fábrica de ametralladoras de Kovrov | Granada HEAT de 82 mm |
| RPG-7  |        | Rusia  | Granada propulsada por cohete | Bazalt                              | Cohete de 85 mm       |

## Banda de música militar
La Banda de música militar, es la banda de música oficial de las Fuerzas de Defensa del Pueblo de Seychelles (FDPS), sus orígenes se remontan al año 1925, la banda comenzó cuando los hermanos maristas de la misión católica romana capacitaron a los músicos para tocar diversos instrumentos, la banda se disolvió en 1943, pero fue formada de nuevo tras la Segunda Guerra Mundial. Posteriormente surgió una nueva banda de música policial, con la creación del conservatorio de música y danza en 1981, la banda de la policía se unió a la banda nacional de música, y pasó a estar bajo el patrocinio del Ministerio de Educación de Seychelles. Antoinc Azcmia se convirtió en su primer director, liderando una unidad que desde 1981 hasta 1996 fue una banda voluntaria (era una unidad en la que los músicos trabajan a tiempo parcial). En 1996 se reclutaron músicos a tiempo completo y tres años más tarde, el grupo fue transferido al Ministerio de Defensa, y tenía su base en la Academia de Defensa de Seychelles. Azcmia se retiró en 2001 y fue reemplazado por Thomas Busanya.

## Academia de Defensa de Seychelles (ADS)
La Academia de Defensa de Seychelles (ADS) fue creada el 2 de junio de 1990 por el presidente France-Albert René. La ADS es el instituto de formación de primer nivel de las FDPS. El primer campo de entrenamiento de la ADS estaba ubicado en Point Larue. El primer entrenamiento se llevó a cabo con la ayuda de asesores militares de la Fuerza de Defensa del Pueblo de Tanzania, así como de personal del Ejército británico. Más tarde se decidió trasladar el campamento a la isla Perseverancia. 

## Centro de Entrenamiento Militar (CEM)
El Centro de Entrenamiento Militar (CEM) está ubicado en Barbarons, en la costa oeste de Mahé. Su tarea es capacitar a todos los nuevos reclutas que se incorporan a las FDPS. Los reclutas realizan 90 días de entrenamiento intensivo en el CEM, que cubre una variedad de temas militares y civiles. Después de graduarse, los nuevos soldados son destinados a una unidad militar. 

## Día de las Fuerzas de Defensa
El Día de las Fuerzas de Defensa se celebra anualmente desde el 25 de noviembre de 1982, para celebrar la victoria de las FDPS, sobre un grupo de mercenarios extranjeros que atacaron el país africano en 1981.  Un desfile militar conmemorativo es celebrado en una base naval de la Guardia costera. 

## Guardia Costera
La Guardia Costera de Seychelles es el brazo marítimo de la Fuerza de Defensa del Pueblo de Seychelles. Algunos de los barcos con los que cuentan actualmente incluyen:
- Dos buques patrulleros de la Clase Rodman-101 fabricados en España y donados por los Emiratos Árabes Unidos, llamados Flèche y Vigilant.[6]
- Un buque patrullero de la clase Shanghai II fabricado en la República Popular China llamado Etoile.[7]
- Dos buques patrulleros de la clase Trinkat: Constant y Topaz, construidos y donados por India entre los años 2014 y 2015.[8]
- Dos buques patrulleros costeros de la clase Wave Rider, fabricados y donados por Sri Lanka en 2019 llamados Thorpe y African.[9]

Asimismo cabe mencionar a los buques: Hermes y Zoroaster.

### Inventario de buques
| Tipo de buque    | País de origen | Nombre    | Clase                            | Constructor                              |
| ---------------- | -------------- | --------- | -------------------------------- | ---------------------------------------- |
| Buque patrullero | España         | Flèche    | Rodman-101                       | Rodman                                   |
| Buque patrullero | España         | Vigilant  | Rodman-101                       | Rodman                                   |
| Buque patrullero | China          | Etoile    | Shanghai II                      | South China Repair Shipyard in Guangzhou |
| Buque patrullero | India          | Constant  | Trinkat                          | Garden Reach Shipbuilders & Engineers    |
| Buque patrullero | India          | Topaz     | Trinkat                          | Garden Reach Shipbuilders & Engineers    |
| Buque patrullero | India          | Zoroaster | Rajshree-class patrol vessel     | Garden Reach Shipbuilders & Engineers    |
| Buque patrullero | India          | Hermes    | L&T-class fast interceptor craft | Kattupalli Shipyard                      |
| Buque patrullero | Sri Lanka      | Thorpe    | Wave Rider                       | Naval Boat Building Yard                 |
| Buque patrullero | Sri Lanka      | African   | Wave Rider                       | Naval Boat Building Yard                 |

## Fuerza Aérea
La Fuerza Aérea de Seychelles cuenta con las siguientes aeronaves:
| Nombre                               | Fotografía                   | Origen                       | Tipo                                  | Fabricante                                | Unidades                     |
| Aviones de patrulla marítima         | Aviones de patrulla marítima | Aviones de patrulla marítima | Aviones de patrulla marítima          | Aviones de patrulla marítima              | Aviones de patrulla marítima |
| ------------------------------------ | ---------------------------- | ---------------------------- | ------------------------------------- | ----------------------------------------- | ---------------------------- |
| Dornier Do 228                       |                              | Alemania                     | Avión utilitarioSARSTOL               | Dornier Flugzeugwerke                     | 2                            |
| de Havilland Canada DHC-6 Twin Otter |                              | Canadá                       | Avión de patrulla marítimaSARSTOL     | de Havilland Canada                       | 1                            |
| Harbin Y-12                          |                              | China                        | Avión de patrulla marítimaMEDEVACSTOL | Harbin Aircraft Manufacturing Corporation | 1                            |

## Unidad de Seguridad Presidencial (USP)
La Unidad de Seguridad Presidencial (USP) se creó en 1977, junto con la unidad de infantería para realizar tareas de protección del Presidente de Seychelles. La USP ofrece apoyo y protección durante los viajes y las reuniones sociales. Varios instructores de naciones extranjeras realizan entrenamientos con la USP. La USP es una unidad de élite de la FDPS. La UPS es una unidad de fuerzas especiales.